# Liste de mascottes de football
À l'instar des Jeux olympiques, les compétitions internationales officielles de football disposent de mascottes, depuis les années 1960.
Les mascottes sont des personnages imaginaires représentant les valeurs du football et symbolisant l'esprit du pays d'accueil de la compétition.

## Copa América
| Année | Mascotte  | Description          |
| ----- | --------- | -------------------- |
| 1987  | Gardelito | Un enfant argentin   |
| 1989  | Tico      | Un oiseau            |
| 1991  | Guaso     | Un dessin d'un huaso |
| 1993  | Choclito  | Un maïs              |
| 1995  | Torito    | Un taureau           |
| 1997  |           | Un tatou             |
| 1999  | Tagua     | Un sanglier          |
| 2001  | Ameriko   | Un extra-terrestre   |
| 2004  | Chasqui   | Un indien inca       |
| 2007  | Guaky     | Un ara               |
| 2011  | Tangolero | Un nandou            |
| 2015  | Zincha    | Un renard            |

## Coupe d'Afrique des nations de football

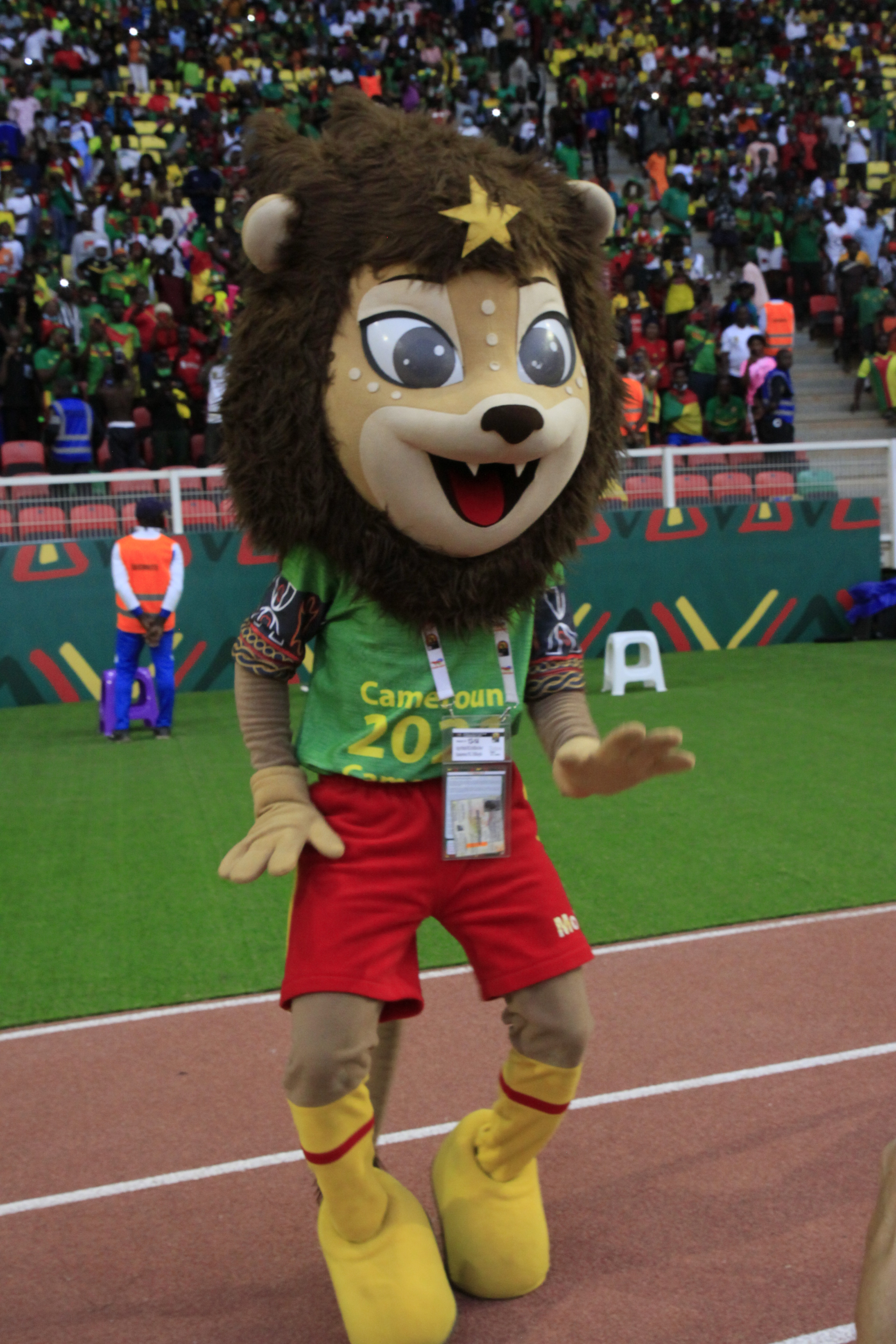
Mola mascotte de la coupe d'Afrique des nations 2021

Mascottes de la coupe d'Afrique des nations
| Année | Mascotte                        | Description            |
| ----- | ------------------------------- | ---------------------- |
| 1992  | Diambar                         | Un lion                |
| 1994  | Sans nom                        | Un aigle               |
| 1996  | Sans nom                        | Un léopard             |
| 1998  | Foto                            | Une ballon             |
| 2000  | Green Eagles et les Black Stars | Un aigle et une étoile |
| 2002  | Sans nom                        | Un hippopotame         |
| 2004  | Nçayir                          | Un aigle               |
| 2006  | Croconil                        | Un crocodile           |
| 2008  | Sans nom                        | Un Rapace              |
| 2010  | Palanquinha                     | Un antilope            |
| 2012  | Gaguie                          | Une gorille            |
| 2013  | Takuma                          | Un hippopotame         |
| 2015  | Chuku Chuku                     | Un porc-épic           |
| 2017  | Samba                           | Un panthère noire      |
| 2019  | Tut,                            | Un garçon              |
| 2021  | Mola                            | Un lion                |
| 2023  | Akwaba                          | Un éléphant            |

## Coupe d'Asie des nations de football
- Coupe d'Asie des nations de football 2000, au Liban : Nour, un moineau.
- Coupe d'Asie des nations de football 2004, en Chine : Bei Bei, un singe.